# Вініція
Вініція (3 — після 52 року н. е.) — давньоримська матрона часів ранньої Римської імперії, учасниця численних змов проти імператора Клавдія.

## Життєпис
Походила з роду патриціїв Вініціїв. Донька Публія Вініція, консула 2 року н. е. Дружина Луція Аррунцій Камілла Скрибоніана, консула 32 року. Мала від нього сина та доньку. У 42 році її чоловік підняв заколот проти імператора Клавдія. Після невдачі повстання Вініція супроводжувала Скрибоніана під час у втечі на о. Іссу, де той був убитий. Після цього зізналася у всьому Клавдію. Була засуджена до вигнання.
Через деякий час Вініція повернулася до Риму. У 52 році її син Луцій Фурій Скрибоніан був засуджений до заслання за те, що запитував халдеїв про смерть Клавдія. Саму Вініцію звинувачували в тому, що вона схилила сина до злочину з помсти за попереднє вигнання. Її подальша доля невідома.

## Родина
Чоловік — Луцій Аррунцій Камілл Скрибоніан, консул 32 року
Діти:
- Луцій Аррунцій Фурій Скрибоніан, авгур з 51 року.
- Аррунція Камілла